# Iurie Eriomin
Iurie Eriomin (n. 1949) este un deputat moldovean în Parlamentul Republicii Moldova, ales în Legislatura 2005-2009 pe listele Partidului Comuniștilor.